# Hydrocynus goliath
Hydrocynus goliath også kendt som mbenga er en meget stor afrikansk ferskvandsrovfisk.

## Udbredelse
Findes hovedsageligt i Congofloden, Lualaba-floden såvel som Lake Upemba og Tanganyikasøen.

## Beskrivelse
Denne stortandede, yderst rovdyragtige fisk vokser til en længde af 1,5 meter og med en vægt på op til 50 kg.

## Interaktion med mennesker
Der har været flere hændelser, hvor det har været rapporteret, at denne fiskeart har angrebet mennesker i Congofloden.

Denne art blev vist i Jeremy Wades TV-serie River Monsters Episode 1 af Series 2 "Demon Fish".